# Kieramoti
Kieramoti (gr. Κεραμωτή) – miejscowość w północno-wschodniej Grecji, w administracji zdecentralizowanej Macedonia-Tracja, w regionie Macedonia Wschodnia i Tracja, w jednostce regionalnej Kawala, w gminie Nestos. W 2011 roku liczyła 1438 mieszkańców. Z portu w Kieramoti odchodzą promy na wyspę Tasos.